# Turricula faurei
Turricula faurei é uma espécie de gastrópode do gênero Turricula, pertencente a família Clavatulidae.